# فوتس اسپرینگز (کالیفرنیا)
فوتس اسپرینگز (به انگلیسی: Fouts Springs) یک منطقهٔ مسکونی در ایالات متحده آمریکا است که در شهرستان کولوزا، کالیفرنیا واقع شده‌است. فوتس اسپرینگز ۵۲۲ متر بالاتر از سطح دریا واقع شده‌است.